# Kakogawa
Kakogawa (Japans: 加古川市, Kakogawa-shi) is een stad in de prefectuur  Hyogo, Japan. In 2013 telde de stad 267.827 inwoners. Kakogawa maakt deel uit van de metropool Groot-Osaka.

## Geschiedenis
De stad werd op 15 juni 1950 gesticht. Op 1 april 2002 verkreeg Kakogawa het statuut van speciale stad.

## Partnersteden
- Maringá, Brazilië sinds 1973
- Waitakere, Nieuw-Zeeland sinds 1992

Steden:
Aioi · Akashi · Ako · Amagasaki · Asago · Ashiya · Awaji · Himeji · Itami · Kakogawa · Kasai · Kato · Kawanishi · Kobe (hoofdstad) · Miki · Minamiawaji · Nishinomiya · Nishiwaki · Ono · Sanda · Sasayama · Shiso · Sumoto · Takarazuka · Takasago · Tamba · Tatsuno · Toyooka · Yabu

Districten:
Ako · Ibo · Kako · Kanzaki · Kawabe · Mikata · Sayo · Taka
Gemeenten per district
Akashi · Atsugi · Chigasaki · Fuji · Fukui · Hachinohe · Hirakata · Hiratsuka · Ibaraki · Ichinomiya · Isesaki · Joetsu · Kakogawa · Kasugai · Kasukabe · Kawaguchi · Kishiwada · Kofu · Koshigaya · Kumagaya · Kure · Matsue · Matsumoto · Mito · Nagaoka · Neyagawa · Numazu · Odawara · Ōta · Sasebo · Sōka · Suita · Takarazuka · Tokorozawa · Tottori · Tsukuba · Yamagata · Yamato · Yao · Yokkaichi